# Horváth Róbert (vallásfilozófus)
Horváth Róbert (1971. március 9. –) magyar autodidakta vallásfilozófus, szakíró, szerkesztő és fordító, a hazai tradicionális iskola egyik legismertebb szerzője, gondolkozója.

## Élete, szakmai tevékenysége
Fő kutatási területe a keleti metafizika, különös tekintettel az advaita védántára, a hindu tantrizmusra és a saivizmusra. Mindemellett a hazai tradicionális iskola legtermékenyebb szerzője. Csupán 1993 és 2008 között több mint százhúsz önálló tanulmánya, elő- és utószava, bevezetése, recenziója jelent meg elsősorban a világvallások kérdéseit érintő orgánumokban (Tradíció évkönyv, Axis Polaris, Keletkutatás, Ars Naturae stb.), illetve más, főleg jobboldali-konzervatív szellemiségű folyóiratokban (Hunnia, Pannon Front, Magyar Szemle, Havi Magyar Fórum, Északi Korona, Sacrum Imperium), amelyek közül néhány a tradicionális iskola kiadványa. Független fórumokban (Artifex, Új Forrás stb.) is publikált. Néhány tanulmányát angol, olasz és lengyel nyelvre fordították. Írásaiban metafizika mellett a spiritualitás, a filozófia, a művészet, a politika valamint az ökológia alap- és részletkérdéseivel foglalkozik.
Szakírói munkásságán túl fordítói tevékenysége is megemlítendő. Javarészt hinduizmushoz kapcsolódó szerzőktől (pl. Ádi Sankarácsárja, Abhinavagupta, Srí Ramana Maharsi, Csandrasékharéndra Szaraszvati, Niszargadatta Mahárádzs, Srí Muruganár, Lakshman Joo Raina) fordított mindezidáig magyar nyelvre.
1996 és 2001 között a Pannon Front folyóirat rovatvezetője volt. 1996 és 2003 között szerkesztő a Camelot Kiadónál. A '90-es évek végén közreműködött Hamvas Béla írásai olasz nyelvű kiadásának kezdeteinél. 1998 és 2000 körül a Stella Maris Kiadó munkatársa, 1998 és 2005 között a Tradíció évkönyv társszerkesztője. 2000-2001 körül az Arcticus Kiadó lektora, a Havi Magyar Fórum munkatársa, 2001 és 2007 között pedig a Nemzetek Európája Kiadó munkatársa volt. 2003 és 2009 között az Északi Korona folyóirat főszerkesztője, valamint szintén főszerkesztője a 2013-ban útjára indított Magyar Hüperión folyóiratnak. Számos további könyv, fordítás és írás kiadását kezdeményezte, gyakran közreműködőként.
2001 és 2012 között az Országos Széchényi Könyvtár munkatársaként dolgozott. Nyolc éven át vezette a LibInfo (a Magyar Könyvtárak Internetes Tájékoztató Szolgáltatása) moderátori csoportját. A debreceni Kvintesszencia Kiadónál 1998-tól belső munkatársként tevékenykedett. Egyik vezető előadója a budapesti Last Exit szellemi műhelynek, továbbá előadóként működött (2012-2015) az Atilla Király Akadémián. 2010 óta környezetfilozófiai kérdésekkel is foglalkozik. A tudatökológia megalapítója.

## Művei

### Önálló művek
- A politika funkciója Julius Evola életművében. Camelot, 1998. (ISBN 9638568216)
- Indiai feljegyzések. Archiválva 2012. február 11-i dátummal a Wayback Machine-ben Kvintesszencia, 2007. (ISBN 9789638742209)

### Többszerzős művek (Válogatás)
- Kard, kereszt, korona. Tradicionális tanulmányok a magyarságról. Lux Mundi, 2000. ( ISBN 9630039079) - Baranyi Tibor Imre és László András társszerzőkkel

### Szerkesztett művek (Válogatás)
- A tollas gárda. A nacionalizmus szellemi változatai az 1930-as évek Romániájában. Nemzetek Európája, 2001. (ISBN 9789638619815)
- Hamvas Béla itáliai fogadtatása. In Tradíció évkönyv, 2004.
- László András: Tradíció és metafizika Archiválva 2011. július 28-i dátummal a Wayback Machine-ben. Kvintesszencia, 2007. (ISBN 9789638742216)
- Kovács József László: A céltáblákat szőlő díszítse! Szőlő- és lövészünnepek Magyarországon a 16–19. században. / Trauben sollen Scheiben zieren! Traubenfeste und Freyschiessen vom 16. bis 19. Jahrhundert in Ungarn. OSZK, 2009. (ISBN 9789632005645)
- Láthatatlan rezgéseim tánca minden. A hetvenéves László András köszöntése. Aktémosyné, 2012. (ISBN 9789630842730) - Murányi Tiborral közösen
- Julius Evola: Jobboldali fiatalok kézikönyve Archiválva 2016. március 4-i dátummal a Wayback Machine-ben. Kvintesszencia, 2012. (ISBN 9789638742292) - Baranyi Tibor Imrével közösen

### Előadások, riportok (válogatás)
- Világ, szépség, halhatatlanság - gondolatportré Horváth Róbert vallásfilozófusról (Példabeszéd, MTV2, 2006. 05. 20.)
- A Tradíció ösvényei - videófelvétel a 2010. II. félév évnyitó előadásáról
- A szentség érzékelése - előadás (Last Exit, Budapest, 2011. 03. 18.)
- Hamvas Béla és a magyarság - előadás (XI. Magyar Sziget, 2011. 08. 02.)
- Jönnek a kispolgárok! - beszélgetés Horváth Róberttel (Trón és Oltár, Szent Korona Rádió, 2011. 08. 13.)
- Teljes reménytelenség állapotában is érdemes elköteleződni a királyság mellett - Horváth Róbert és Pánczél Hegedűs János vitája (2012)
- Jobboldaliság és vallás - előadás (XII. Magyar Sziget, 2012)
- További előadásai a Las Exiten